# Бельский сельсовет (Гафурийский район)
Бельский сельсовет — муниципальное образование в Гафурийском районе Башкортостана.

## История
Согласно «Закону о границах, статусе и административных центрах муниципальных образований в Республике Башкортостан» имеет статус сельского поселения.

## Население
| 2002 | 2009  | 2010 | 2012 | 2013 | 2014 | 2015 |
| ---- | ----- | ---- | ---- | ---- | ---- | ---- |
| 891  | ↗1009 | ↘825 | ↘790 | ↘772 | ↗778 | ↘759 |
| 2016 | 2017  |      |      |      |      |      |
| ↗768 | ↘762  |      |      |      |      |      |

## Состав сельского поселения
| № | Населённый пункт | Тип населённого пункта       | Население |
| - | ---------------- | ---------------------------- | --------- |
| 1 | Инзелга          | село, административный центр | ↘389      |
| 2 | Кутлугуза        | деревня                      | ↘314      |
| 3 | Новокарамышево   | деревня                      | ↘81       |
| 4 | Цапаловка        | деревня                      | ↘29       |
| 5 | Краснодубровск   | деревня                      | ↘12       |

### Упразднённые населённые пункты
Вольная Жизнь — посёлок, упраздненный в 2005 году.